# Фоменко, Владимир Дмитриевич
Влади́мир Дми́триевич Фоме́нко (16 (29) сентября 1911, Чернигов — 17 октября 1990, ст. Старочеркасская) — русский советский писатель, очеркист и прозаик, автор романа «Память земли», по которому был снят одноимённый фильм. Заслуженный работник культуры РСФСР (1974).

## Биография
Родился в Чернигове в семье служащего. В 1915 году отец будущего писателя перевёз семью в Ростов-на-Дону.
В 1927 году Фоменко оканчивает среднюю школу, приходит на строительство Ростсельмаша и перепробовает разные рабочие профессии: работает землекопом, грузчиком, козоносом, молотобойцем, подручным слесаря, драгилем. После окончания строительства устроился на этот же завод.
В 1933—1935 годах проходил действительную службу в рядах Красной армии, причём над артиллерийским полком, в котором служил Фоменко, шефствовал Ростсельмаш. В это же время в армейской газете были опубликованы первые стихи и заметки Фоменко.
После демобилизации Фоменко заведовал библиотекой.
Затем был незаконно репрессирован и несколько лет провёл в ростовской тюрьме.
После освобождения из тюрьмы Фоменко поступает на литературный факультет Ростовского педагогического института и оканчивает его в 1941 году.
С началом Великой Отечественной войны Фоменко призывают в армию и направляют на учёбу в Ростовское артиллерийское училище. По окончании ускоренного курса его оставляют в училище командиром учебного огневого взвода. В составе партийно-комсомольского артиллерийского дивизиона участвовал в обороне Ростова-на-Дону. Затем командиром огневого взвода принимает участие в Битве за Кавказ и освобождении Ростова.
В 1942 году во время боёв под Моздоком вступил в ряды ВКП(б).
Во время войны Фоменко выступал во фронтовой печати с очерками и стихами, но довольно редко.
После победоносного окончания Великой Отечественной войны Фоменко приглашают работать в газету «Красная звезда». Там он сотрудничает несколько месяцев.
Выпускает многочисленные книги очерков, а затем — рассказов.
Затем приступает к главному труду своей жизни — роману «Память земли» о строительстве Цимлянского водохранилища, при котором ему довелось присутствовать, о людях, вынужденных оставить затопляемый хутор. Первая книга романа вышла в 1961 году и получила самую высокую оценку таких известных писателей, как Александр Твардовский и Анатолий Софронов.
Фоменко попытался честно обрисовать проблемы своего времени, сознательно вступая в противоречие с упрощенчеством в литературе сталинской эпохи, отрицавшей действительные трудности. Сталинскому партийному руководителю, верному политике приказа и повиновения, Фоменко противопоставляет «ленинский» тип руководителя, становящегося на путь терпеливого убеждения и наряду с государственно-политической необходимостью принимающего в расчёт также малые заботы отдельных людей. Медленное развитие действия, разветвляющегося во множестве эпизодов, подробное ведение диалогов, включающее передачу мыслей собеседников, критическое рассмотрение каждого из многочисленных персонажей романа — всё это говорит об усилиях автора на пути преодоления «культа личности».
Вторая книга романа «Память земли» вышла в 1971 году, а в 1973 году роман был выдвинут на соискание Государственной премии СССР.
После окончания работы над романом переезжает в станицу Старочеркасскую и возвращается к жанру рассказа; из них следует особо отметить «В ненастье», «Фиша», «Секретарь райкома» и другие.
В 1948 году Фоменко был принят в Союз писателей СССР.
Умер в станице Старочеркасской 17 октября 1990 года на 80-м году жизни. Похоронен там же.
В 2025 году автономная некоммерческая организация «Любо» восстановила дом-курень Владимира Фоменко в Старочеркасской станице,  воссоздав обстановку дома, включая кабинет писателя. В процессе работ по реставрации здания были найдены подлинные письма Твардовского к Фоменко. Сейчас дом писателя работает в режиме музея.

## Экранизации
- «Память земли» — телевизионный фильм, режиссёры — Борис Савченко и Борис Ивченко (1976).

## Награды и почётные звания
- орден Отечественной войны II степени[8] (11.03.1985)
- орден «Знак Почёта» (29.09.1971)[9]
- орден Дружбы народов (16.11.1984)
- медали
- Почётная Грамота Президиума Верховного Совета РСФСР (8.10.1981)